# هيثر لويس (كاتبة)
هيثر لويس (بالإنجليزية: Heather Lewis)‏ (1962 في الولايات المتحدة - 2002)؛ روائية أمريكية.